# シャラント＝マリティーム県
シャラント＝マリティーム県(シャラント＝マリティームけん、Charente-Maritime)は、フランスのヌーヴェル＝アキテーヌ地域圏の県である。

## 歴史

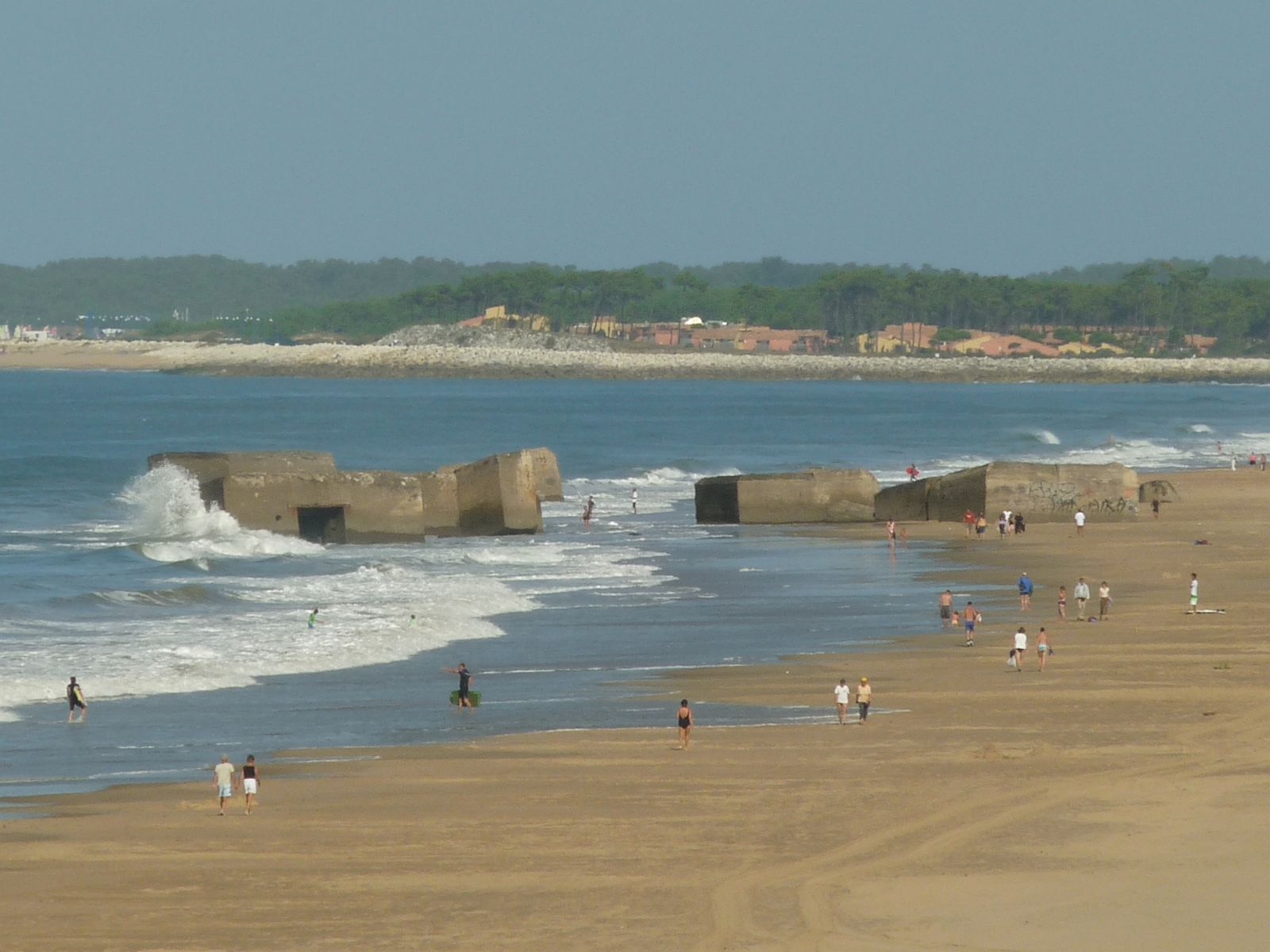
サン＝パレ＝シュル＝メールの海岸に残る、ドイツ軍のトーチカ

フランス革命後の1790年3月4日、かつての州であるオニスとサントンジュから編成された。県都はサントであった。植民地ヌーヴェル・フランス（ケベックとアカディア）への移民として渡った者には、サントンジュとオニスの出身者が多かった。サントンジュ語の語彙に由来する多くの言葉が、カナダで話されるフランス語に今日まで残っている。
1810年、ナポレオン1世は帝国法令により県都をラ・ロシェルへ移した。1941年9月4日までの県名は、シャラント＝アンフェリウール（Charente-Inférieure）であった。
第二次世界大戦中、県はドイツ軍に占領され、占領地区には軍が駐留していた。連合国側の上陸作戦を防ぐ目的で、ドイツはトート機関（en）に大西洋の壁建設を命じた。数多くのトーチカがシャラントの沿岸、アルヴェールの小島群、オレロン島に築かれた。
戦争末期、抵抗するドイツ軍は北のラ・ロシェル、南のロワイヤンの孤立地帯に籠もった。1945年1月5日、イギリス空軍の空爆によってロワイヤン市街はほぼ全体が破壊された。しかし空爆でフランス内地軍（fr）によって解放されず、同年4月にようやく解放された。ラ・ロシェルの孤立地帯は、1945年5月9日、仏独の合意によって解消された。

## 行政

シャラント＝マリティームの5郡

シャラント＝マリティームは、5つの郡、51の小郡、3つの都市共同体（en）、472のコミューンで構成される。

## 地理
フランス大西洋岸の中心に位置し、ヴァンデ県、ドゥー＝セーヴル県、シャラント県、ドルドーニュ県、ジロンド県と接する。県北部はペイ・ド・ラ・ロワール地方の南端、県南部はアキテーヌ地方の北端にあたる。
県はアキテーヌ盆地の北部である。北西はポワトヴァン湿地によってアルモリカ山塊と隔てられ、北東のパリ盆地とはスイユ・ド・ポワトゥー（fr）によって隔てられている。県最高地点は、県北東部シャントメルリエール森の中、173m地点である。
シャラント＝マリティーム県は広大な海への入り口、大西洋とジロンド河口を所有している。海岸線は463kmあり、そのうち263kmはレ島やオレロン島に起因する。
大西洋へ注ぐセーヴル・ニオルテーズ川、シャラント川、スードル川、ジロンド川が県内を流れる。
県海岸は湿地帯で、その1/5は県が所有している。県内には数多くの灌漑用運河が張り巡らされている。

## 気候
穏やかな海洋性気候である。降水量も中程度で、年間1200mmを超えない。気温には幅があり、冬季の平均気温5度、夏季の平均気温は20℃である。冬は穏やかで雨が多いが、夏はそれ以上に乾燥する。乾燥して日照時間の長い海岸部とは対照的に、内陸部では雨が多くなる。海岸部の降水量が750mmで、オート・サントンジュ地方では950mmである。

## 人口統計
| 1968年  | 1975年  | 1982年  | 1990年  | 1999年  | 2006年  | 2007年  |
| ------- | ------- | ------- | ------- | ------- | ------- | ------- |
| 483 622 | 497 859 | 513 220 | 527 146 | 557 024 | 605 410 | 622 323 |

出典: INSEE

## 文化

サントンジュ語が話される地域をオレンジ色で示した図

県内で広く話されているサントンジュ語は、2007年2月27日、フランス文化省によってフランスの地方言語（fr）として認められた。

## 経済

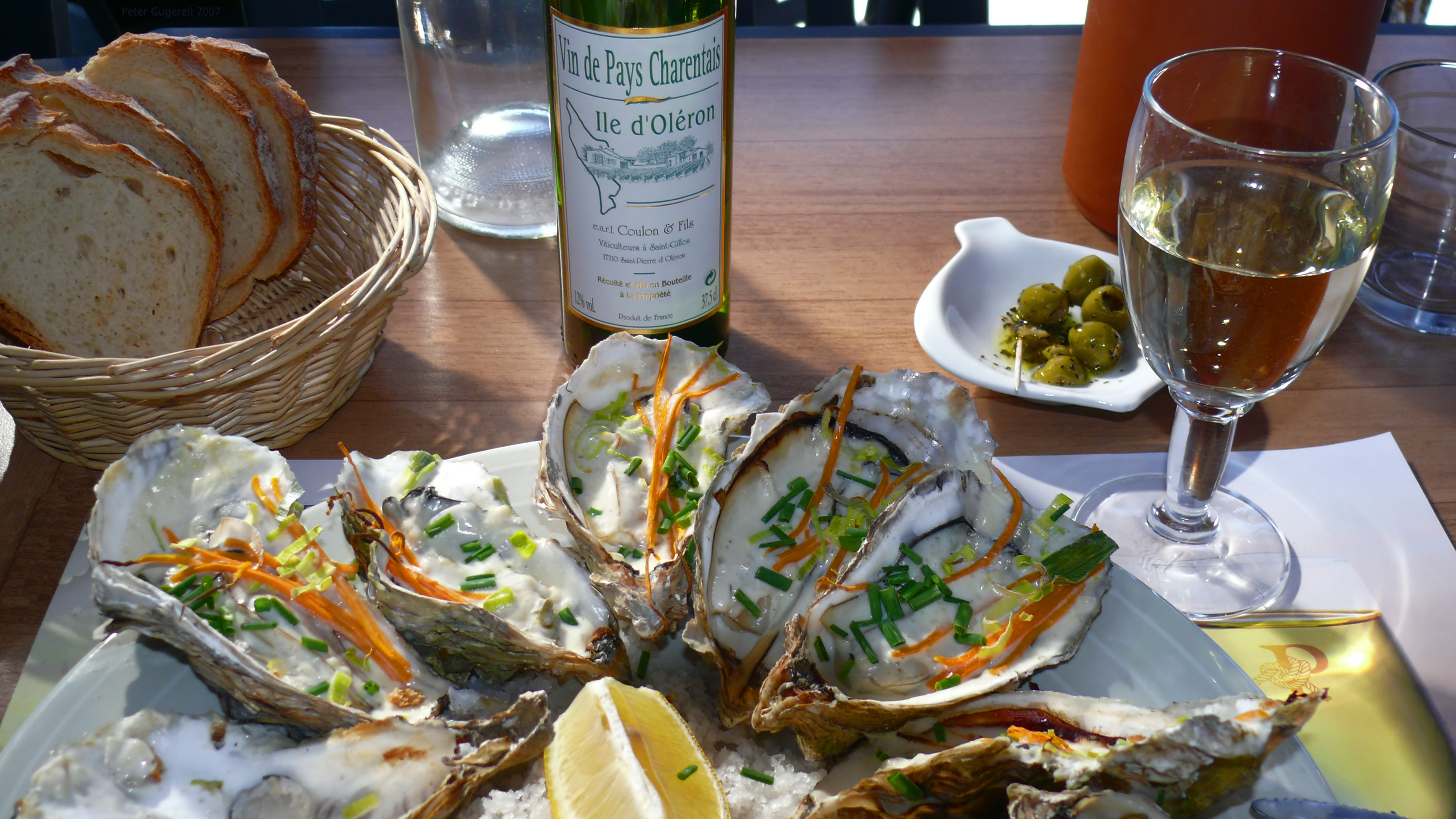
オレロン島特産のカキ料理

県経済は、広範な農産品（牛乳、穀物、ワイン用ブドウ、果物、野菜）と水産品（カキ、ムール貝、塩、魚、甲殻類）に代表される。これらの生産に由来する食品製造が盛んである。これと比べると多様で現代化された工業分野は発展が劣る。第三次産業は観光が大きな比重を占める。
高等教育については、1993年のラ・ロシェル大学開校によって改善が著しい。

## 観光
温暖な気候条件、重要な建築物や環境の遺産、これらが海岸部の魅力と結びつき、県は休日の行楽地として人気がある。
県観光地として名高いのは、ラ・ロシェル旧港、ブルアージュ旧市街、レ島とオレロン島のシタデル（城塞）である。海のリゾート地として、ロワイヤン、フーラ、シャトライヨン、フランスの最も美しい村に選ばれたタルモン＝シュル＝ジロンド、モルナック＝シュル＝スードル、ラ＝フロット、アルザン＝レである。サントとロシュフォールは、どちらもフランス歴史と文化のまち（fr）に選ばれている。
サン＝マルタン＝ド＝レのシタデル（ヴォーバンの防衛施設群）、サン＝ウトロプ・ド・サント教会及びサン＝ピエール・ドゥルネ教会（サンティアゴ・デ・コンポステーラの巡礼路）はUNESCO世界遺産に登録されている。

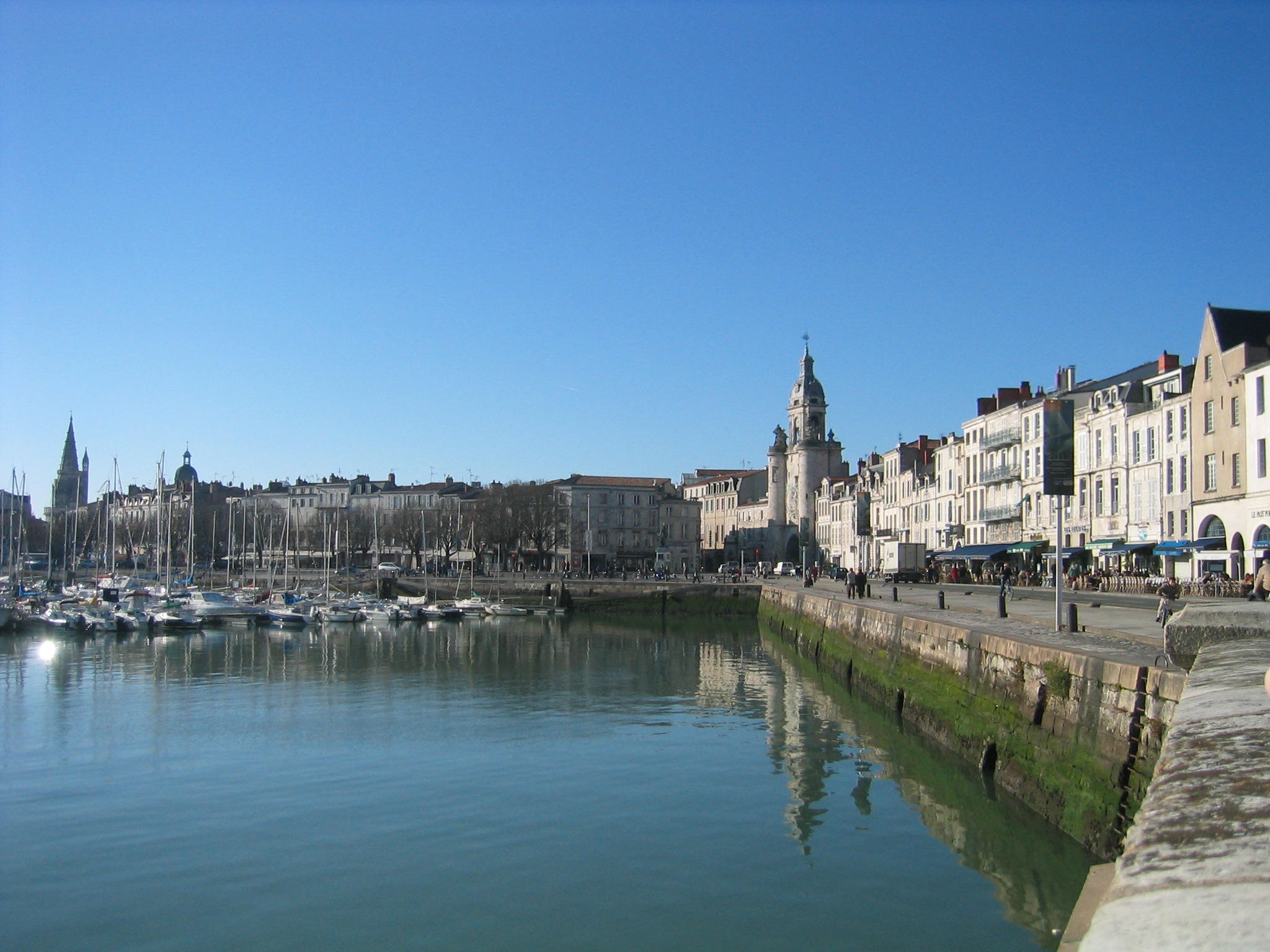
ラ・ロシェル
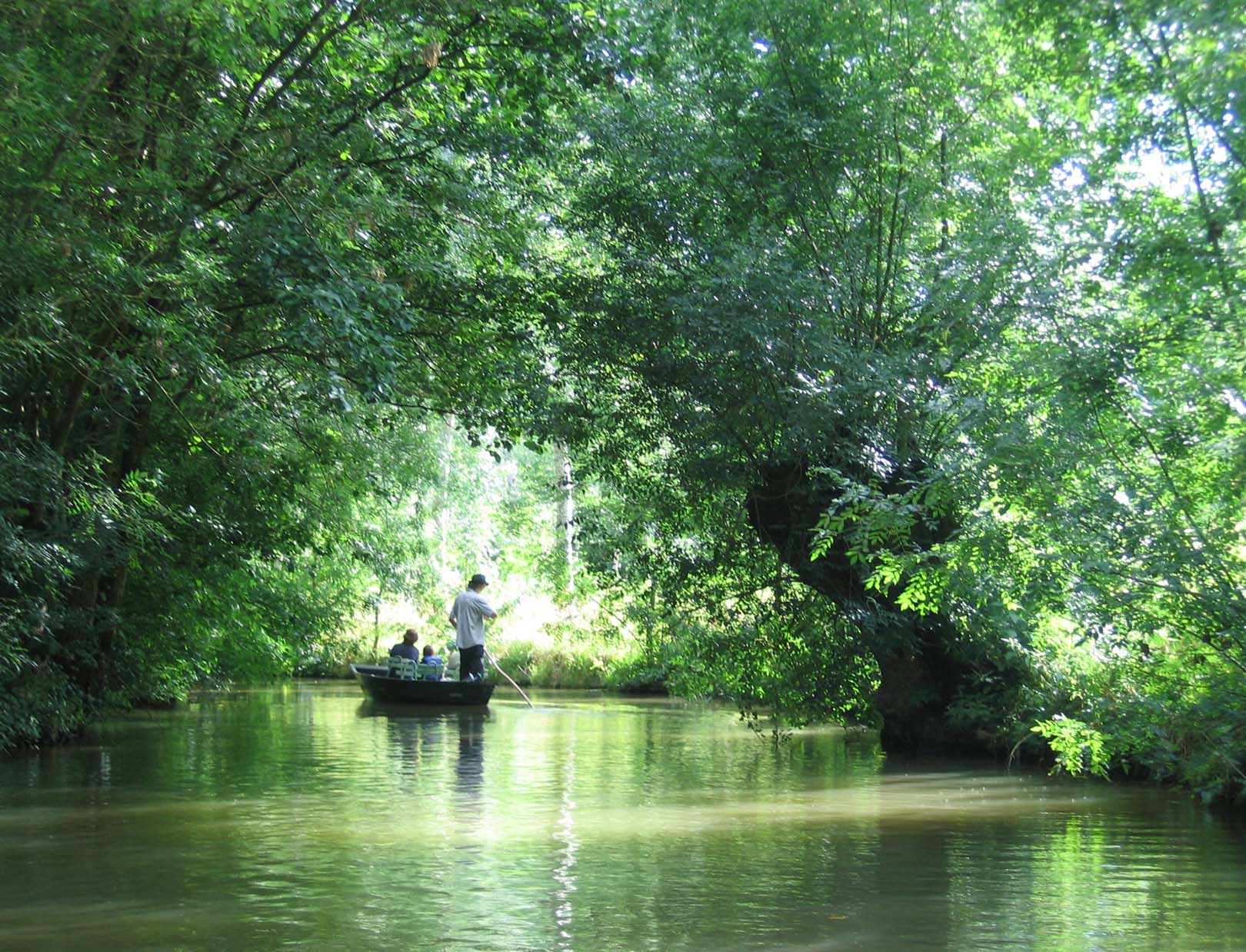
ポワトヴァン湿地
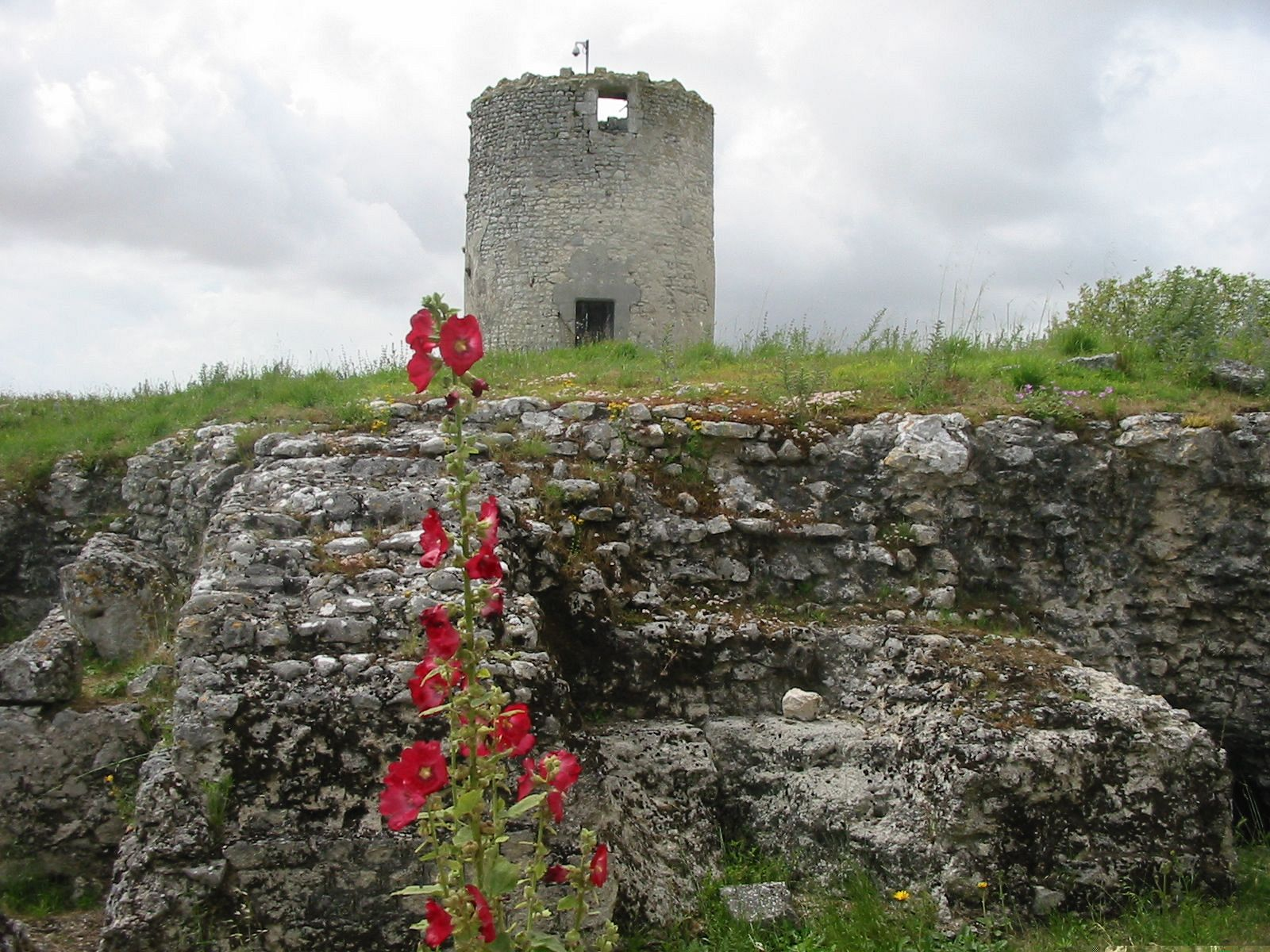
バルザンのガロ＝ロマン遺跡
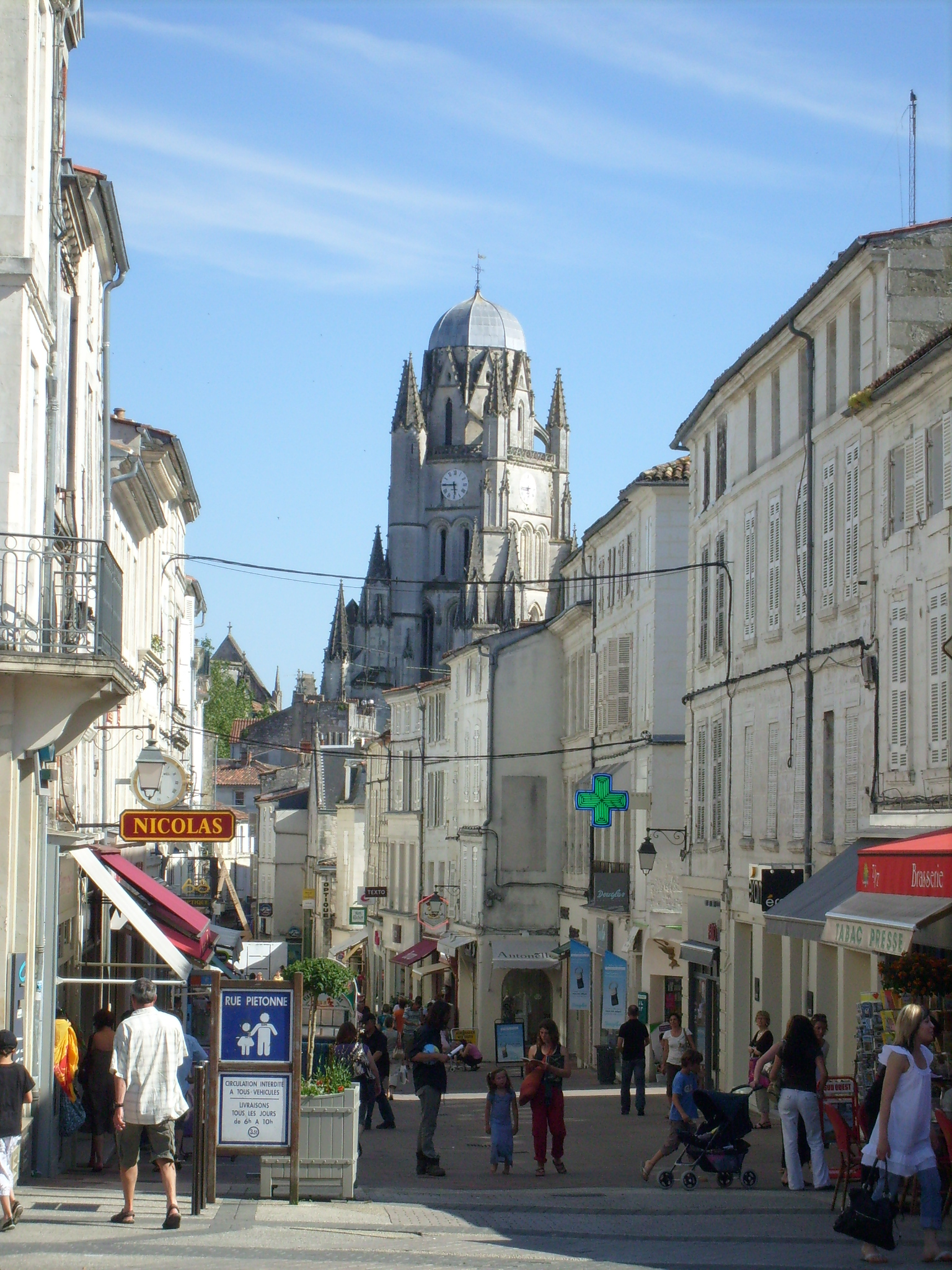
サント

## 関係者

### 出身者
- ピエール・ロティ（小説家、フランス海軍士官）
- レジス・メサック（小説家）
- ジャン・イポリット（哲学者）
- モーリス・メルロー＝ポンティ（メルロ・ポンティ、哲学者）
- ドミニク・オーリー（英語作品女性翻訳家）
- ジャン＝ピエール・エリサルド（ラグビー指導者、元ラグビーフランス代表選手）
- メリッサ・ローレン（ポルノ女優）
- ブルース・ボウチー （元プロ野球選手（捕手）、監督）